# Parlamentswahl in Serbien 2003
Die serbischen Parlamentswahl 2003 fand am 28. Dezember statt.

## Wahlkampf
Der Wahlkampf war durch Themen wie Korruptionsbekämpfung, die Herstellung der Rechtsstaatlichkeit und die Frage der europäischen Integration geprägt. Im Vorfeld des Wahlkampfes war Zoran Đinđić am 12. März 2003 ermordet worden.

## Ergebnis
Trotz der Ermordung des Ministerpräsidenten Zoran Đinđić im März 2003 verlor die aus der Opposition hervorgegangene Regierung deutlich.
Die rechts-außen Kraft serbische Radikale Partei (SRS) wurde stärkste Kraft, während die im mitte-rechts-Spektrum angesiedelte Demokratische Partei Serbiens (DSS) auf Platz zwei kam. Die sozialliberal-pro-europäische Demokratische Partei (DS) rutsche auf Platz drei ab. Die liberal-konservative G17 Plus landete vor dem Bündnis aus der nationalliberalen serbischen Erneuerungsbewegung (SPO) und Nova Srbija (NS). Dahinter landete die Sozialistische Partei. Weitere Parteien zogen nicht in die Nationalversammlung ein.
| Partei                                                   | Ergebnis | Sitze |
| -------------------------------------------------------- | -------- | ----- |
| Serbische Radikale Partei (SRS)                          | 27,97 %  | 82    |
| Demokratische Partei Serbiens (DSS)                      | 17,96 %  | 53    |
| Demokratische Partei (DS)                                | 12,75 %  | 37    |
| G17 Plus                                                 | 11,61 %  | 34    |
| Erneuerungsbewegung (SPO)-Nova Srbija (NS)               | 7,76 %   | 22    |
| Sozialistische Partei Serbiens (SPS)                     | 7,72 %   | 22    |
| Sonstige                                                 | 14,23 %  | 0     |
| Quelle: https://www.electionguide.org/elections/id/1377/ |          |       |